# Непьющий воробей
«Непьющий воробей» — советский сатирический рисованный мультфильм студии «Союзмультфильм». Создан в 1960 году режиссёром Леонидом Амальриком по одноимённой басне Сергея Михалкова. Главного героя озвучивает популярный характерный актёр Георгий Вицин.

## Сюжет
Воробья-трезвенника пригласили на банкет. Он пришёл и сначала пытался пить только газировку. Соседка это заметила и возмутилась. Дятел-тамада налил воробью штрафной бокал и заставил выпить, затем налили ещё и ещё. Дальше гости стали петь, плясать, а закончилось всё битьём посуды. Совсем пьяный воробей добирался домой шатаясь и с громким пением, чем перебудил всех соседей. Он разнёс вдребезги чей-то скворечник и упал, а придя кое-как домой, слёг в постель. Воробья вызвали на суд общественности, где бывшие гости обвинили его во всех грехах. Мудрый филин, который был судьёй, всех выслушал и заявил, что тогда судить надо не только воробья, но и всех собутыльников, которые его насильно споили против воли.

## Создатели
- Автор сценария – Сергей Михалков
- Режиссер – Леонид Амальрик
- Художники-постановщики – Надежда Привалова, Татьяна Сазонова
- Композитор – Никита Богословский
- Оператор – Михаил Друян
- Звукооператор – Николай Прилуцкий
- Редактор – Борис Воронов
- Ассистенты: Галина Андреева, М. Русанова, Н. Наяшкова
- Художники-мультипликаторы: Фёдор Хитрук, Иван Давыдов, Лидия Резцова, Татьяна Таранович, Рената Миренкова, Вячеслав Котёночкин, Александр Давыдов, Вадим Долгих, Борис Бутаков, Владимир Балашов
- Художники-декораторы: Вера Валерианова (в титрах как «В. Валерьянова»), Ольга Геммерлинг, Ирина Троянова, Константин Малышев
- Роли озвучивали

Георгий Вицин – Воробей,
Борис Оленин – Филин,
Геннадий Дудник – Дятел тамада,
Елена Понсова – Сорока / Куропаточка / жена Дятла (в дупле)
Тамара Дмитриева – Синица,
Леонид Пирогов – Тетерев,
Леонид Еремеев – Щурка (в жёлтом жилете),
Клементина Ростовцева – Воробка,
Сергей Мартинсон – Дрозд,
Григорий Шпигель – Утка

## Награды
- 1965 — II Международный конкурс санитарно-просветительных фильмов в Варне (Болгария) — Золотая медаль.

## О мультфильме
Леонид Амальрик всю жизнь оставался приверженцем диснеевской технологии в анимации и работал, в большинстве своём, для юных зрителей. Его сказки отличает мягкий лиризм и тонкий юмор.
Не забывал Амальрик и о взрослых — им были созданы настоящие сатирические киношедевры «Непьющий воробей» и «Бабушкин козлик», довольно острые для тех лет.
— Н. Я. Венжер